# Clanis pallescens
Clanis pallescens är en fjärilsart som beskrevs av Clayton Dissinger Mell. Clanis pallescens ingår i släktet Clanis och familjen svärmare. Inga underarter finns listade i Catalogue of Life.